# Perry Township (Brown County, Ohio)
Perry Township ist eines von 16 Townships des Brown Countys im US-Bundesstaat Ohio. Nach der Volkszählung im Jahr 2000 waren hier 4830 Einwohner registriert.

## Geografie
Perry Township liegt im äußersten Nordwesten des Brown Countys im Südwesten von Ohio und grenzt im Uhrzeigersinn an die Townships: Marion Township im Clinton County, Jefferson Township (Clinton County), Dodson Township im Highland County, Salem Township (Highland County), Green Township, Sterling Township, Jackson Township im Clermont County und Wayne Township (Clermont County).

## Verwaltung
Das Township wird durch ein Board of Trustees, bestehend aus drei gewählten Mitgliedern, verwaltet. Zwei Personen werden jeweils im Jahr nach der Präsidentschaftswahl gewählt und eine jeweils im Jahr davor. Die Amtszeit dauert in der Regel vier Jahre und beginnt jeweils am 1. Januar. Daneben gibt es noch einen Township Clerk (Schriftführer), der ebenfalls im Jahr vor der Präsidentschaftswahl auf eine vierjährige Amtszeit gewählt wird. Dessen Amtszeit beginnt jeweils am 1. April.